# Grote Prijs Beveren
Der Grote Prijs Beveren (Großer Preis von Beveren) ist ein Straßenradrennen im Frauenradsport in Belgien.
Das Eintagesrennen wurde erstmals im Jahr 2024 ausgetragen und ist in die UCI-Kategorie 1.2 eingestuft. Das Rennen findet jährlich im Juli statt. Die Strecke führt auf flachem Kurs in mehreren Schleifen durch die Provinz Ostflandern im Nordwesten von Belgien mit Start und Ziel in Beveren.

## Palmarès
| Jahr | Sieger         | Zweiter           | Dritter    |
| ---- | -------------- | ----------------- | ---------- |
| 2024 | Fien Van Eynde | Anna Vanderaerden | Febe Poppe |
| 2025 |                |                   |            |